# Charinotes fasciatus
Charinotes fasciatus là một loài bọ cánh cứng trong họ Cerambycidae.